# ドメニコ・クアーリョ
ドメニコ・クアーリョ（Domenico Quaglio、ドイツ風の名前:Johann Dominicus Quaglio、1787年1月1日 - 1837年4月9日）は北イタリアを出自とする芸術家一族、クアーリョ家の出身の画家である。建物を主題に描く「建築画」のパイオニアで、劇場の装飾や版画家としても働いた。

## 略歴
北イタリアのコモ県のライーノを出自として17世紀から20世紀にかけて多くの有名な画家、建築家を生んだ「クアーリョ家」の出身である。ドメニコ・クアーリョはミュンヘンでバイエルン王国の宮廷建築家を務めたジュゼッペ・クアーリョ(1747–1828) の11人の子供の一人に生まれた。兄弟には風俗画を得意とした、ロレンツォ・クアーリョ2世がいる。
父親から美術を学んだ後、ミュンヘン美術院でヘス(Carl Ernst Christoph Hess)やメッテンライター(Johann Michael Mettenleiter)に版画を学んだ。同時期に学んだ学生には、ペーター・フォン・ヘスやルートヴィッヒ・グリムがいた。1803年からミュンヘンの宮廷劇場の装飾の仕事をし、1808年から1814年の間は、舞台芸術家として、背景の建物など舞台装置を描いた。
ドメニコ・クアーリョは、ミュンヘン美術院の画家として、「建築画」を描くことを始めた画家であり、「ロマン主義」の時代の「街景画」（イタリア語で"veduta"と呼ぶ絵画のジャンル）を描いた代表的画家である。ドイツ各地、ライン地方、オランダ、フランス、イタリア、スイスを旅して中世の教会や宮殿、城や遺跡や役所の建物などを描き、版画作品にした。
1832年からホーエンシュヴァンガウ城の再建と装飾の仕事に従事したが、完成する前にクアーリョは死去した。
1819年に結婚し、4人の娘と3人の息子が生まれた。娘の一人は動物画家のベンノ・アダムと結婚した。

## 作品

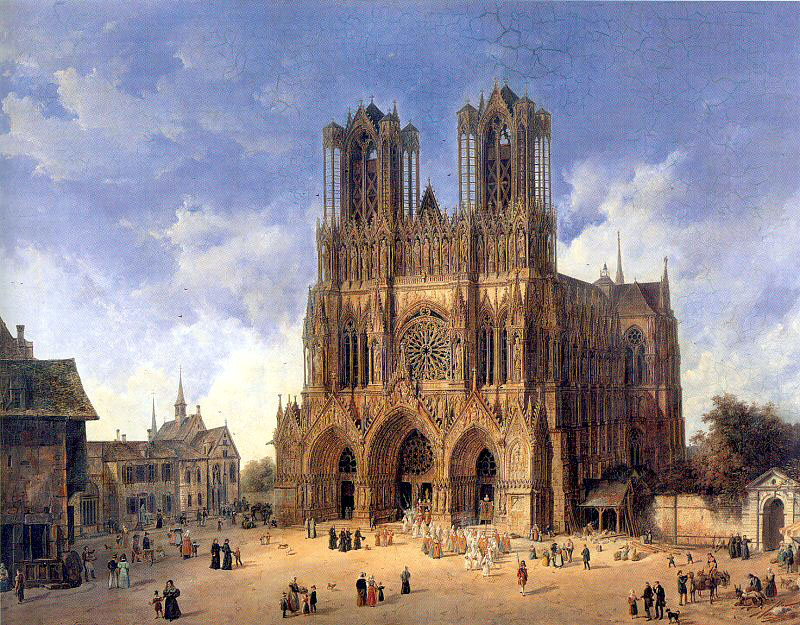
ノートルダム大聖堂 (ランス)
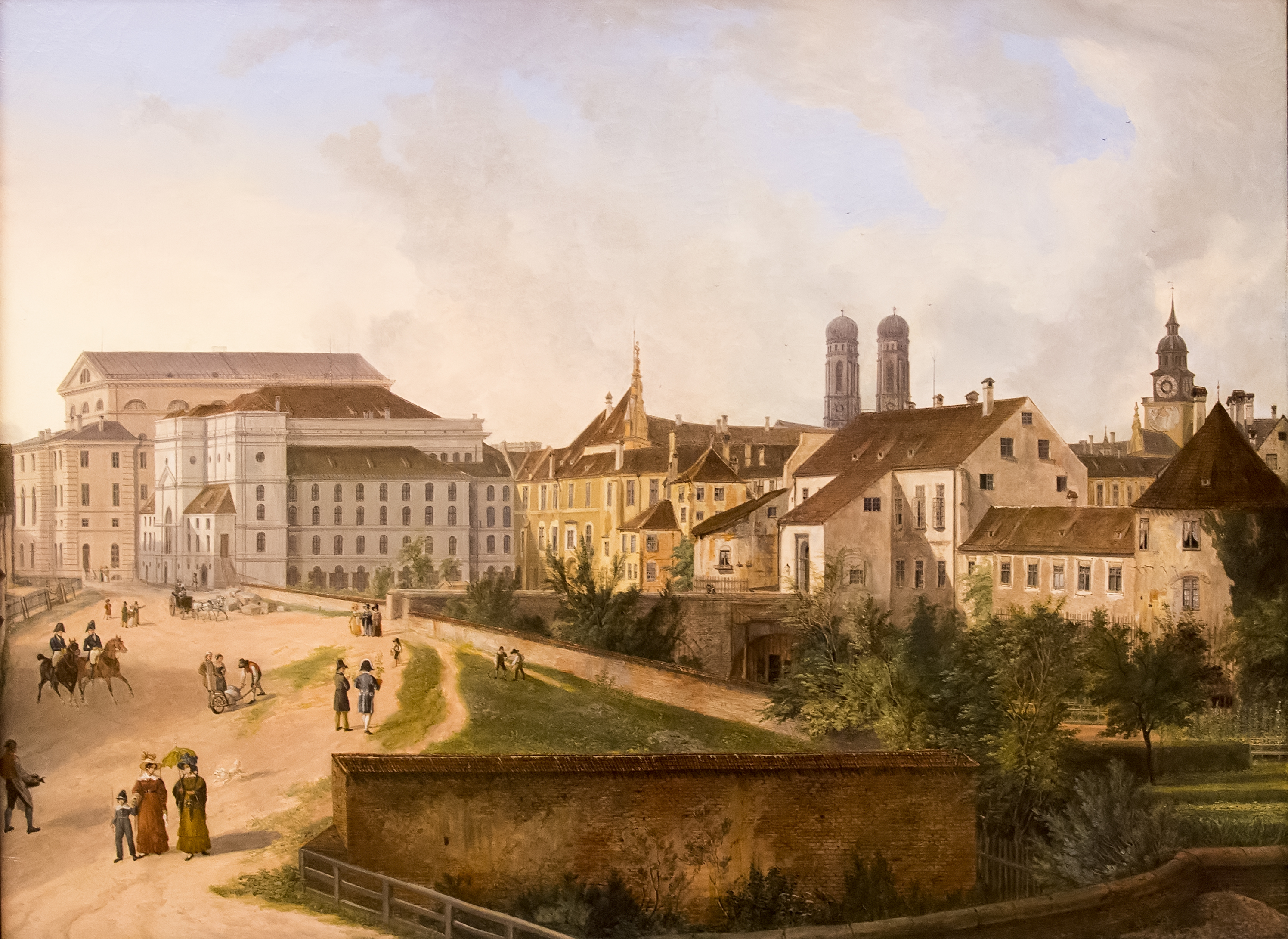
ミュンヘンの王宮
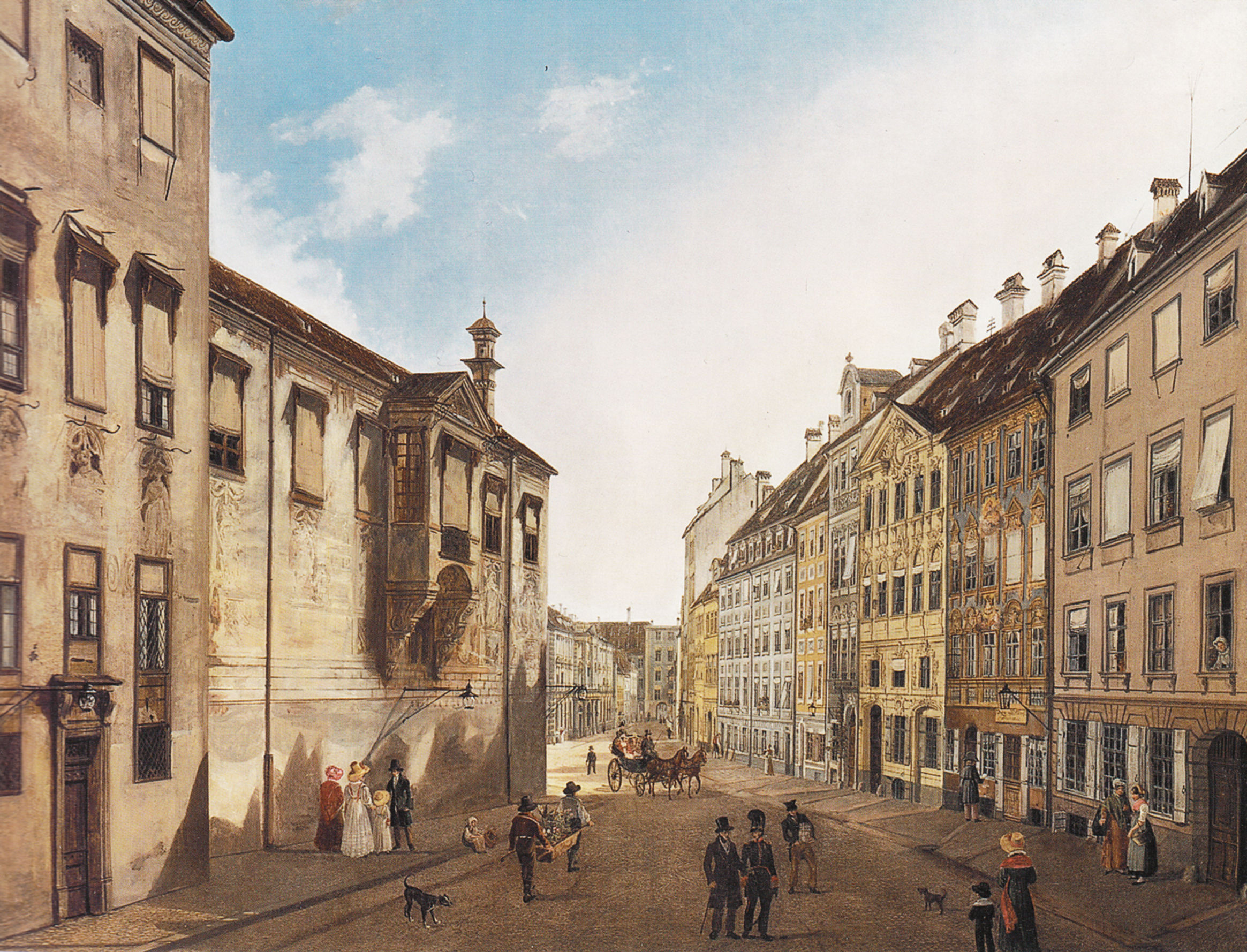
ミュンヘンの街並み
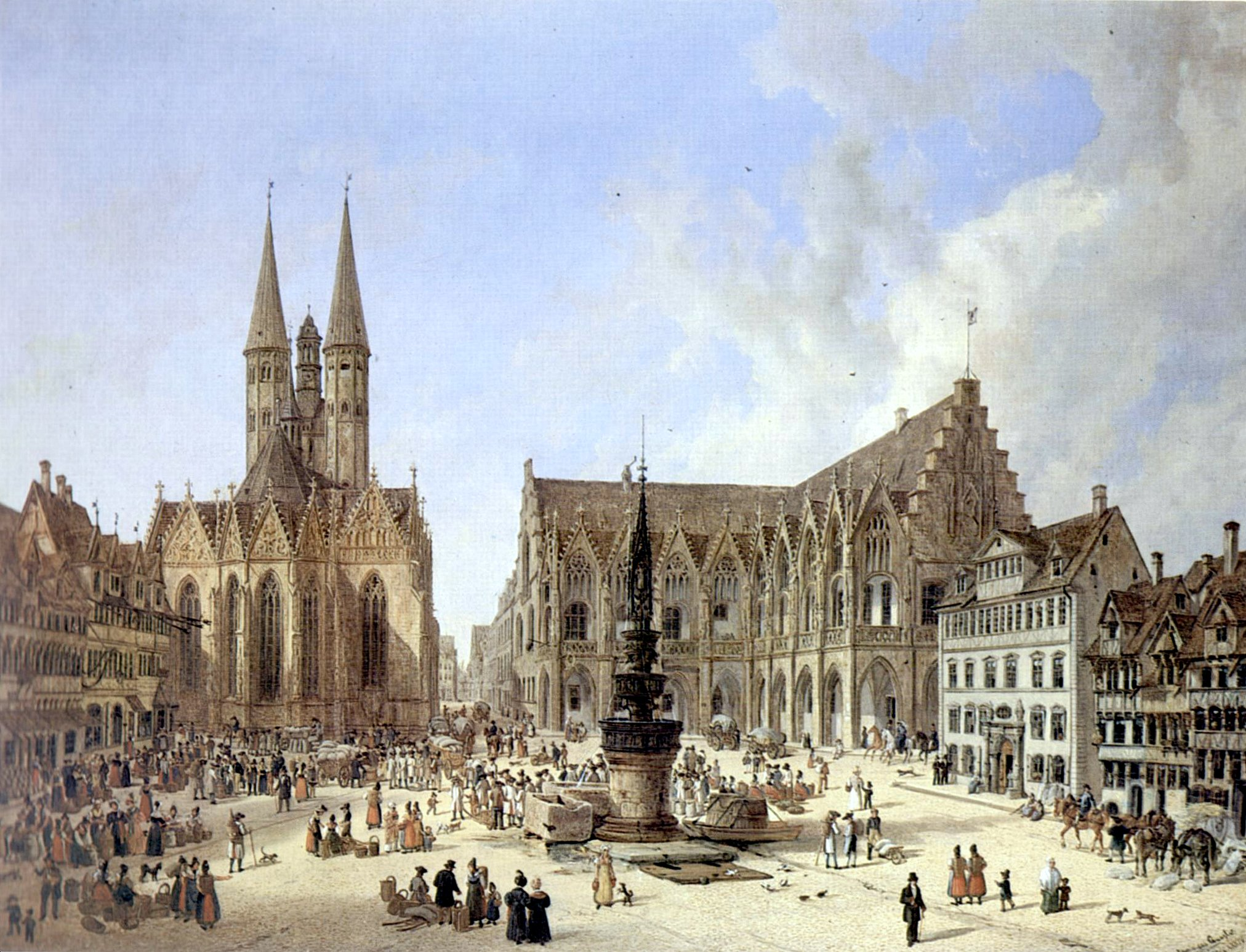
ブラウンシュヴァイクのAltstadtmarkt
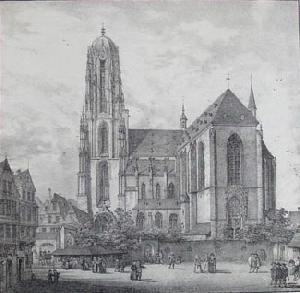
フランクフルトの聖堂
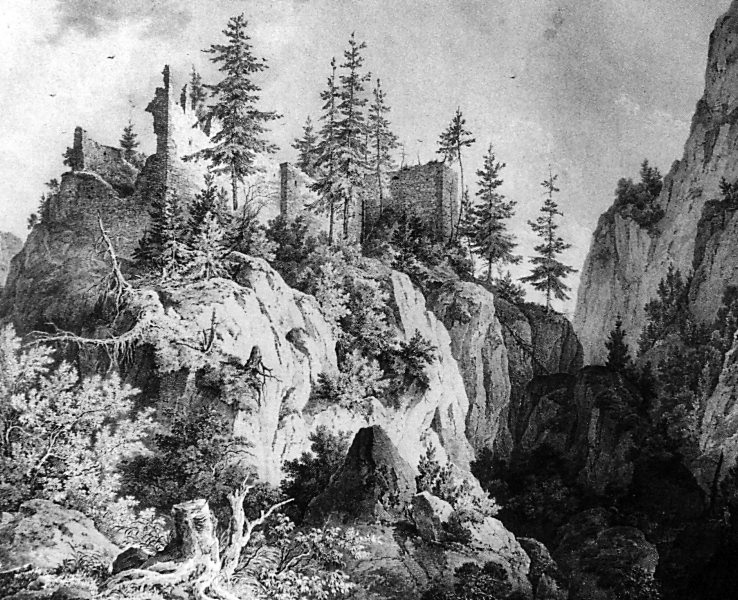
ノイシュヴァンシュタイン城が立つ前の風景